# كينيث بيانكي
كينيث بيانكي (بالإنجليزية: Kenneth Bianchi) (و. 1951 – م) هو قاتل متسلسل، من الولايات المتحدة الأمريكية، ولد في روتشستر.